# 금왕휴게소
금왕휴게소(Geum wang Service Area)는 충청북도 음성군 금왕면 금왕읍 에 평택제천고속도로의 휴게소이다. 양방향 모두 휴게소가 존재한다. 주소는 평택 방향의 경우 충청북도 음성군 금왕읍 평택제천고속도로 69, 제천 방향의 경우 충청북도 음성군 금왕읍 평택제천고속도로 70이다.

## 시설
- 주차장
- 화장실
- 수유실
- 식당
- 주유소: EX-OIL
- LPG충전소 : SK에너지(양방향), 알뜰주유소
- 현금 자동 입출금기
- 전기차충전소

## 전후
평택 방향
- 금왕꽃동네 나들목 ← 금왕휴게소 ← 음성 나들목
- 안성맞춤휴게소 ← 금왕휴게소 ← 천등산휴게소

제천 방향
- 금왕꽃동네 나들목 → 금왕휴게소 → 음성 나들목
- 안성맞춤휴게소 → 금왕휴게소 → 천등산휴게소